# یوگنیا آوتیسیان
یوگنیا میکائیلی آوتیسیان (ارمنی: Եվգենյա Միքայելի Ավետիսյան؛ انگلیسی: Eugenia Avetisyan؛ زادهٔ ۱۵ ژوئیهٔ ۱۹۲۳ - درگذشته ۲۰۱۱) گیاه‌شناس و زیست‌شناس اهل ارمنستان بود.

## زندگی‌نامه
وی در ۱۵ ژوئیه ۱۹۲۳ در آلکساندراپول به دنیا آمد و از دانشگاه دولتی ایروان فارغ‌التحصیل گشت. وی همچنین برنده جوایزی همچون نشان برجسته افتخار (۱۹۷۶) شد. وی در ۲۰۱۱ در سن ۸۸ سالگی درگذشت و در آرامستان اسپانداریان به خاک سپرده شد.

## یادداشت
1. ↑  կենսաբանական գիտությունների դոկտոր